# Генковская лесополоса кварталов 15—23
Генковская лесополоса кварталов 15—23 — ботанический памятник природы регионального значения, находящийся в Самарской области. Также известна как Дубовская полоса № 6.
Статус памятника природы присвоен в 1983 году с целью сохранения лесополосы, памятника лесоразведения, посаженной по методике Н. Генко.

## История
Статус памятника природы был присвоен решением президиума исполнительного комитета Куйбышевского областного Совета народных депутатов от 19.04.1983 № 6 «Об отнесении природных объектов области к государственным памятникам природы». Впоследствии статус был подтверждён постановлением правительства Самарской области от 30.12.2014 № 861 «Об утверждении положений об особо охраняемых природных территориях регионального значения».
Целью создания памятника является сохранение лесополосы, памятника лесоразведения, посаженной по методике Н. Генко, расположенной среди агроландшафтов и образующей очаг природного разнообразия. Памятник имеет ресурсоохранное, научное, эстетическое и рекреационное значение.

## Описание
Памятник природы находится на водоразделе рек Самара и Чапаевка. Лесополоса шириной около 600 метров тянется с запада на восток на 14 километров.
Памятник природы состоит из одного участка площадью 876,33 га в 5—10 км к западу от села Дубовый Умёт Самарской области, в восточной части подходя к территории посёлка Калинка. Находится на территории двух муниципальных районов: Красноармейского — 595,48 га и Волжского — 280,85 га, попадая на территории сельских поселений Колывань и Дубовый Умёт соответственно. В более ранних источниках встречается указание площади памятника в 865 га.
Климат умеренно-тёплый с пониженным увлажнением. Средняя температура января −13,5°С, июля +20,5°С; средняя годовая температура +3,8°С. Безморозный период продолжается 137—140 дней. Годовая сумма осадков 380—450 мм.
Территория покрыта лесом, относится к Дубово-Умётскому участковому лесничеству кварталам № 15—23. Основными лесообразующими породами лесополосы являются клён, дуб с редкой примесью берёзы, распределённые с примерным соотношением 7 клёнов + 3 дуба + 1 берёза. Возраст деревьев около 50—60 лет, то есть деревья порослевого происхождения. Лишь местами, на восточной опушке квартала № 19 и южной — квартала № 18 встречаются небольшие группы первоначальных культур дуба. Также в кварталах 19 и 20 встречаются отдельные сосны векового возраста.
Сомкнутость деревьев достигает 0,7—0,8. Подрост преимущественно кленовый. Присутствует валежник, хотя и довольно редкий. Подлесок в основном на опушках, состоят из вишни, малины, крушины, тёрна. Точный состав флоры пока не исследован. Фауна типичная для региона.
В целом территория памятника природы является малонарушенной, природные сообщества находятся в близком к естественному состоянии. Памятник природы является рефугиумом для представителей флоры и фауны, отсюда происходит пополнение местообитаний соседних, антропогенно преобразованных территорий.

## Охранный статус
Фактором негативного воздействия на состояние памятника природы являются рубки леса. Угрозой для памятника является вероятность низовых лесных пожаров.
На территории памятника природы запрещается всякая деятельность, влекущая за собой нарушение его сохранности, в частности: заготовка древесины без соответствующего разрешения; строительство зданий и сооружений, дорог, трубопроводов, линий электропередач; устройство свалок, захоронение отходов; заготовка недревесных лесных ресурсов;, использование токсических химических препаратов для охраны и защиты леса и сельскохозяйственных угодий; складирование и хранение пестицидов, химикатов, ГСМ; разведка и добыча полезных ископаемых; мелиоративные работы; передвижение транспорта вне дорог.
Разрешаются при условии ненанесения ущерба охраняемым природным комплексам: свободное посещение территории гражданами; сбор гражданами для собственных нужд недревесных лесных ресурсов, пищевых лесных ресурсов, лекарственных растений; сенокошение и вывоз сена колесным транспортом; пчеловодство; санитарные рубки в рамках санитарно-оздоровительных мероприятий, мероприятий по локализации и ликвидации очагов вредных организмов; применение нетоксичных средств борьбы с вредителями; осуществление рекреационной деятельности, в том числе создание инфраструктуры и возведение временных сооружений, предусмотренных проектами; осуществление деятельности по охране лесов от пожаров; проведение биотехнических мероприятий, направленных на поддержание и увеличение численности отдельных видов животных.